# Odrodzeni (powieść)
Odrodzeni (ang. Resurrection Men) – powieść Iana Rankina opublikowana po raz pierwszy w październiku 2002 nakładem wydawnictwa Orion, trzynasta z cyklu „Inspektor Rebus”. Wygrała nagrodę Edgar za najlepszą powieść w 2004 roku.
Według recenzji Jamesa Campbella opublikowanej w „Guardianie”, fabuła powieści jest bardzo zagęszczona i pełna zwrotów akcji; tak szybka, że czytelnik może mieć poczucie, że brakuje czasu na rozwój postaci. Według Briana Diemerta w tej książce widać inspiracje Rankina twórczością autorów powieści szpiegowskich (Johna le Carré czy Grahama Greene’a), a także autorów powieści detektywistycznych (Arthura Conana Doyle’a i Agathy Christie). Również ten krytyk zwraca uwagę na bardzo złożoną fabułę powieści, ale też na to, że w ramach wątku kryminalnego podejmuje ona kwestie filozoficzne i metafizyczne.
Inaczej niż w wielu poprzednich powieściach z cyklu Inspektor Rebus, których fabuła była często oparta na rzeczywistych wydarzeniach kryminalnych, wszystkie przedstawione w Odrodzonych przestępstwa są fikcyjne.

## Streszczenie
Detektyw inspektor John Rebus zostaje wykluczony ze śledztwa w sprawie zabójstwa, zaledwie kilka dni po brutalnej śmierci edynburskiego handlarza sztuki, za rzucenie filiżanki herbaty w kierunku przełożonej Gill Templer. Zostaje wysłany do szkockiego kolegium policji w celu ponownego przeszkolenia – to jego ostatnia szansa. Przy okazji ma do spełnienia inne zadanie.
Wraz z zespołem funkcjonariuszy, którzy dostali się tam w podobnych okolicznościach, otrzymuje w celach treningowych nierozwiązany przypadek. Okazuje się, że wielu z uczestników kursu miało w przeszłości coś wspólnego z tą sprawą i wszyscy mają swoje sekrety, które chcą ukryć. Wkrótce wychodzi na jaw, że wszystkie wydarzenia są ściśle z sobą powiązane. 
Tytuł jest odniesieniem do porywaczy ciał z XIX wieku, którzy byli znani jako „odrodzeni” lub „zmartwychwstali”.